# Autoroute A-43 (Espagne)
Pour les articles homonymes, voir A43.
L'autoroute espagnole A-43 est une voie transversale non achevée totalement qui va permettre de relier par autoroute l'Estrémadure dans l'ouest à la Communauté valencienne dans l'est de l'Espagne.
L'autoroute reliera directement Valence et la Communauté valencienne aux principales villes de l'Estrémadure telles que Mérida et Badajoz sans faire de détour par Madrid.
Une fois achevée on pourra relier Valence à Lisbonne directement par autoroute.
Elle double les routes nationales N-430 à l'ouest et N-310 à l'est et dessert les villes de Ciudad Real et Tomelloso.

## Tronçons
| Nom   | Section                                                       | État (2016) | Longueur (km) |
| ----- | ------------------------------------------------------------- | ----------- | ------------- |
| A-43  | Atalaya del Canavate (A-3/A-31) - Villarrobledo (AP-36/N-301) | En service  | 25 km         |
| N-310 | Villarrobledo - Tomelloso (CM-42)                             | En service  | 50 km         |
| A-43  | Tomelloso - Argamasilla de Alba                               | En service  | 16 km         |
| N-310 | Argamasilla de Alba - Manzanares                              | En service  | 26 km         |
| A-43  | Manzanares - Ciudad Real                                      | En service  | 50 km         |
| A-43  | Ciudad Real - Mérida                                          | En projet   | 220 km        |

## Tracé
- L'autoroute débute à hauteur de Atalaya del Canavate où elle se détache de l'A-3 (Madrid - Valence) et l'A-31 (Madrid - Alicante).
- Elle poursuit son chemin vers l'ouest où elle croise l'AP-36 (Madrid - Levant espagnol) vers La Roda. Alors qu'à hauteur de Tomelloso, elle croise la CM-42, voie express autonome qui la relie à Tolède.
- Une grande bifurcation se fait avec l'A-4 au nord de Manzanares qui permet de rejoindre facilement l'Andalousie et l'Algarve dans le sud du Portugal mais également très empruntée par les vacanciers estivaux marocains qui rejoignent leur famille d'origine.
- À hauteur de Ciudad Real, se déconnecte l'A-41 qui permet de relier cette dernière à Puertollano. Dans l'agglomération, se détache la CM-44 à destination d'Albacete et la CM-XX, l'alternative pour Tolède ou Madrid.
- L'A-43 continue son chemin vers Mérida où le dernier tronçon entre la capitale de l'Estrémadure et Ciudad Real est en projet.

## Sorties
De Atalaya del Canavate à Ciudad Real Sud
| Sorties | Villes                                                                        |             |
|         | Madrid - Utiel - Valence Albacete - Alicante - Elche Murcie - Carthagène A-30 | A-3 A-31    |
| 7       | Atalaya del Canavate Sud                                                      |             |
| 7       | Villar de Cantos - Vara de Rey                                                | N-310       |
| 10      | San Clemente - Sisante                                                        | N-403a      |
|         | Madrid - Ocana Albacete - Alicante - Murcie                                   | AP-36       |
| 16      | La Roda - Ocana                                                               | N-301       |
| 18      | Villarrobledo Nord                                                            | N-310       |
| 21      | Villarrobledo Est                                                             | N-310       |
| 28      | Villarrobledo Sud                                                             | N-310       |
| 30      | Pedro Munoz - El Bonillo                                                      | CM-3111     |
|         | Tomelloso Nord - Alcazar de San Juan - Tolède                                 | CM-42       |
| 34      | Tomelloso Est                                                                 | CM-400      |
| 38      | Tomelloso Sud                                                                 | CM-3109     |
| 41      | Tomelloso Ouest                                                               |             |
| 42      | Argamasilla de Alba Est                                                       |             |
| 44      | Argamasilla de Alba Ouest                                                     |             |
| 45      | Herrera de la Mancha - La Solana                                              |             |
| 47      | La Solana - Albacete Manzanares Est                                           | N-430 N-310 |
|         | Madrid Cordoue - Séville Grenade A-44 - Malaga A-45                           | A-4         |
| 48      | Diamiel Est Alcazar de San Juan                                               | N-430 N-420 |
| 49      | Diamiel Sud                                                                   | CM-4117     |
| 50      | Diamiel Ouest                                                                 | N-430       |
| 51      | Torralba de Calatrava                                                         |             |
| 52      | Ciudad Real Est                                                               | N-420       |
|         | Consuegra - Tolède CM-42 - Madrid AP-41 Almaden - Mérida A-43 Puertollano     | A-41        |
| 53      | Ciudad Real Sud - Miguelturra                                                 | CM-4127     |
|         | Valdepeñas - Cordoue - Séville A-4 Alcaraz - Albacete A-32                    | CM-44       |
| 54      | Ciudad Real Sud                                                               | CM-412      |
| 55      | Ciudad Real Ouest                                                             | N-420a      |
| 56      | Poblete Nord                                                                  |             |
| 57      | Poblete Sud                                                                   | N-420a      |
| 58      | Aéroport Central-Ciudad Real                                                  |             |
| 59      | Canada de Calatrava - Corral de Calatrava                                     | CR-5135     |
| 60      | Caracuel de Calatrava - Argamasilla de Calatrava                              | N-420       |
| 61      | Argamasilla de Calatrava Nord                                                 | N-420       |
|         | Puertollano Nord Mérida - Badajoz A-43 Cordoue - Séville A-4                  | PT-10 PT-11 |

De Puertollano Ouest à Mérida
| Sorties | Villes                                 |      |
| ------- | -------------------------------------- | ---- |
|         | Section en projet Puertollano - Mérida | A-43 |